# Slag bij Yiling
De Slag bij Yiling (ook bekend als de Slag bij Xiaoting) was een veldslag tussen de Chinese rijken Shu en Wu in 222.

## Oorzaak
De directe aanleiding voor de oorlog was het Beleg van Maicheng. Hierbij werd de Shu-generaal Guan Yu gevangengenomen en terechtgesteld door Lu Meng van Wu. Liu Bei, de keizer van Shu, wilde zijn gezworen broeder Guan Yu wreken, want hij had samen met Guan Yu en Zhang Fei een eed afgelegd samen te leven en te sterven. Liu Bei richtte al zijn woede op het Wu-rijk en de Markies van Wu, Sun Quan.

## Het Shu-leger rukt op
Na zich in 221 tot keizer verklaard te hebben, trok Liu Bei met een enorm leger op naar Wu. Onderweg werd elke weerstand hard de kop ingedrukt.
Sun Quan, de markies van Wu, had snel een verbond gesloten met de keizer van Wei, Cao Pi. Deze maakte hem Koning van Wu.
De jonge strateeg Lu Xun werd met een leger op pad gestuurd om de dreiging tegemoet te gaan.

## Het treffen bij Yiling
Bij de plaats Yiling, net over de grens met Wu, kwamen Liu Bei en Lu Xun tegenover elkaar te staan. Zijn medegeneraals verweten Lu Xun te jong te zijn om het leger te leiden, omdat hij louter beval niet aan te vallen en te blijven verdedigen.
Liu Bei, die niet kon wachten om Wu te gronde te richten, viel elke dag het kamp van de vijand aan, maar stuitte daarbij op een felle verdediging. Zo ging het een tijd, tot zijn soldaten laks en onwaakzaam werden.

## Liu Bei's fouten
Omdat de soldaten het overdag erg warm hadden (het was nazomer), besloot Liu Bei om zijn kampen, die overal en ver uit elkaar lagen, elk te verplaatsen naar dichtbijzijnde bossen om verkoeling te zoeken. Een van zijn officieren stuurde een kaart van de kampenopstelling naar Zhuge Liang, die op inspectie door Shu was. Deze zag het gevaar en probeerde snel het front te bereiken, maar hij zou te laat komen.

## Lu Xun's aanval
Lu Xun had gewacht tot de wind zou draaien in de goede richting, en zijn generaal Zhu Ran op het juiste moment eropuit gestuurd om brandbare materialen in de bossen en bij de kampen neer te leggen, en 's nachts aan te steken. Daarna viel Lu Xun zelf met het leger aan.
De vijand, compleet verrast, kon nauwelijks weerstand bieden en moest vluchten. 
Liu Bei en een klein groepje soldaten vluchtten naar Baidicheng, waar Liu Bei in 223 overleed, en werd opgevolgd door zijn zoon Liu Shan.

## Fictieve gebeurtenissen
De Slag bij Yiling is herverteld in de Roman van de Drie Koninkrijken, waarbij de schrijver (Luo Guanzhong) er enkele gebeurtenissen bij verzonnen heeft:
- In de gevechten doodde de Shu-bondgenoot Sha Moke de Wu-generaal Gan Ning met een pijl, maar hij werd zelf vermoord door Zhou Tai. Historisch was Gan Ning vlak vóór de slag al overleden door ziekte.
- Huang Zhong kwam om het leven in een gevecht. Maar historisch was ook hij al overleden vóór de campagne was begonnen.